# Canton de Rabastens
Le canton de Rabastens est un ancien canton français situé dans le département du Tarn et la région Midi-Pyrénées.

## Géographie
Ce canton était organisé autour de Rabastens dans l'arrondissement d'Albi. Son altitude variait de 95 m (Couffouleux) à 252 m (Rabastens) pour une altitude moyenne de 149 m.

## Communes
Le canton de Rabastens comprenait 6 communes et comptait 8 995 habitants (population municipale) au 1er janvier 2010.
| Nom                   | Code Insee | Intercommunalité                  | Superficie (km2) | Population (dernière pop. légale) | Densité (hab./km2) |
| --------------------- | ---------- | --------------------------------- | ---------------- | --------------------------------- | ------------------ |
| Rabastens (chef-lieu) | 81220      | CA Gaillac Graulhet Agglomération | 66,29            | 5 394 (2014)                      | 81                 |
| Coufouleux            | 81070      | CA Gaillac Graulhet Agglomération | 27,16            | 2 668 (2014)                      | 98                 |
| Grazac                | 81106      | CA Gaillac Graulhet Agglomération | 32,02            | 571 (2014)                        | 18                 |
| Loupiac               | 81149      | CA Gaillac Graulhet Agglomération | 10,82            | 399 (2014)                        | 37                 |
| Mézens                | 81164      | CA Gaillac Graulhet Agglomération | 5,90             | 442 (2014)                        | 75                 |
| Roquemaure            | 81228      | CA Gaillac Graulhet Agglomération | 15,77            | 421 (2014)                        | 27                 |

## Représentation

### Conseillers généraux de 1833 à 2015
| Période | Période          | Identité                                        | Étiquette    | Qualité |
| ------- | ---------------- | ----------------------------------------------- | ------------ | --- |
| 1833    | 1839             | Césaire de Lombard de Sagnes                    |              | Ancien garde du corps du roi Maire de Rabastens (1831-1848)                                                                |
| 1839    | 1847 (décès)     | Amédée de Clausade de Saint-Amarand (1809-1847) |              | Avocat, docteur en médecine, Rabastens                                                                                     |
| 1847    | 1861             | Gustave de Clausade (1815-1888)                 |              | Archéologue, antiquaire, avocat, Rabastens                                                                                 |
| 1861    | 1870             | Abdon Prouho (1811-1879)                        | Droite       | Maire de Rabastens (1867-1870 et 1871-1878)                                                                                |
| 1870    | 1871             | Jules Bécat                                     |              | Ancien conseiller d'arrondissement, propriétaire à Rabastens                                                               |
| 1871    | 1879 (décès)     | Abdon Prouho                                    | Droite       | Maire de Rabastens (1867-1870 et 1871-1878)                                                                                |
| 1880    | 1883             | Baron Albert de Falguière                       | Droite       | Propriétaire - Maire de Rabastens (1878-1881 et 1882-1889)                                                                 |
| 1883    | 1910 (démission) | Jean Bérenguier                                 | Républicain  | Docteur-médecin à Rabastens Maire de Coufouleux                                                                            |
| 1910    | 1913             | Étienne de Toulza                               | Libéral      | Maire de Rabastens (1899-1900, 1904-1905 et 1906-1912)                                                                     |
| 1913    | 1919             | Adrien Thomas                                   | Républicain  | Propriétaire à Rabastens - Conseiller municipal de Coufouleux                                                              |
| 1919    | 1925             | Albert Pigeron                                  | Rad.         | Propriétaire à Rabastens                                                                                                   |
| 1925    | 1940             | Ernest Malric                                   | Rad.         | Industriel Maire de Rabastens (1923-1944) Député (1932-1942)                                                               |
|         |                  |                                                 |              | |
| 1942    | 1945             | Henri Lauzeral                                  |              | Adjoint au maire de Rabastens Nommé conseiller départemental en 1942                                                       |
|         |                  |                                                 |              | |
| 1945    | 1958             | Marius Malric Frère d'E.Malric                  | Rad.         | Fabricant de meubles Maire de Rabastens (1945-1959)                                                                        |
| 1958    | 1964             | Ernest Malric                                   | Rad.         | Ancien député |
| 1964    | 1976             | Georges Spénale                                 | SFIO puis PS | Gouverneur de la France d'Outre-Mer Député(1962-1973) Sénateur (1977-1983) Maire de Saint-Sulpice (1965-1981)              |
| 1976    | 1988             | Fernand Fargues                                 | PS           | Maire de Rabastens (1977-1983 et 1989-1995)                                                                                |
| 1988    | 2001             | Hervé Le Rouge de Guerdavid                     | DVD          | Agriculteur - Maire de Coufouleux (1959-2001)                                                                              |
| 2001    | 2008             | Albert Bras                                     | SE           | Agriculteur - Adjoint au Maire de Rabastens                                                                                |
| 2008    | 2015             | Pierre Verdier                                  | DVG          | Directeur de la Fédération régionale des offices de tourisme Maire de Coufouleux (2001-2014) puis de Rabastens (2014-2020) |

### Conseillers d'arrondissement (de 1833 à 1940)
Le canton de Rabastens appartenait à l'arrondissement de Gaillac jusqu'à sa disparition en 1926
| Période                                  | Période      | Identité                                                    | Étiquette    | Qualité |
| ---------------------------------------- | ------------ | ----------------------------------------------------------- | ------------ | --- |
| 1833                                     | 1845         | Jean Baptiste François Louis Pigeron de Milhet              |              | Propriétaire à Rabastens                                                                                    |
| 1845                                     | 1848         | Abdon Prouho                                                |              | Propriétaire à Rabastens                                                                                    |
| 1848                                     |              | M. Favarel                                                  |              | Notaire à Rabastens                                                                                         |
|                                          |              |                                                             |              | |
|                                          | 1881 (décès) | Jean Baptiste François Martin Pigeron de Milhet (1826-1881) |              | Propriétaire à Rabastens                                                                                    |
|                                          |              |                                                             |              | |
|                                          | 1885         | Louis Alric                                                 |              | Notaire à Rabastens                                                                                         |
|                                          |              |                                                             |              | |
| 1889                                     | 1895         | M. Larroque                                                 | Républicain  | Capitaine en retraite à Rabastens                                                                           |
| 1895                                     |              | Urbain Subsol                                               | Conservateur | Maire de Rabastens (1905-1906 et 1912-1916)                                                                 |
|                                          |              |                                                             |              | |
| 1922                                     | 1928         | Jean Lauzeral                                               |              | |
| 1928                                     | 1940         | Norbert Lauzeral                                            | Radical      | Constructeur agricole à Rabastens                                                                           |
| 1940                                     |              |                                                             |              | Les conseils d'arrondissement ont été suspendus par la loi du 12 octobre 1940 et n'ont jamais été réactivés |
| Les données manquantes sont à compléter. |              |                                                             |              | |

## Démographie
| 1962  | 1968  | 1975  | 1982  | 1990  | 1999  | 2006  | 2010  | - |
| ----- | ----- | ----- | ----- | ----- | ----- | ----- | ----- | - |
| 6 395 | 6 700 | 6 552 | 6 488 | 6 970 | 7 491 | 8 338 | 8 995 | - |